# جيمس إس. سمارت
جيمس إس. سمارت (بالإنجليزية: James S. Smart) هو سياسي أمريكي، ولد في 14 يونيو 1842 في بالتيمور في الولايات المتحدة، وتوفي في 17 سبتمبر 1903 في كامبريدج في الولايات المتحدة. حزبياً، نشط في الحزب الجمهوري. وقد انتخب عضو مجلس النواب الأمريكي.